# ヒロシマ・ノート
ヒロシマ・ノートは、大江健三郎が著し、1965年に岩波新書で刊行されたノンフィクションである（2021年に改版）。

## 概要
1945年8月6日に世界初の原子爆弾が投下された広島市を、大江は1963年に訪れ、原水爆禁止世界大会、原爆の被爆者、そして被爆者の治療に当たる医師たちを取材して本作を著した。表題の「ヒロシマ」は単に原爆被災地「広島」を示すだけでなく広島・長崎をおそった今世紀最悪の「人間的悲惨」を象徴し、反核への意志「ノーモア・ヒロシマ」を含意する。
挿絵はピカドン（原作・丸木位里・丸木俊夫妻）の一部を採用している。担当編集者は安江良介。

## 内容
取材は、1963年に、米英ソによる部分的核実験停止条約の評価をめぐる対立に終始し、分裂した第9回原水爆禁止世界大会の状況からスタートするが、直ぐに政党が主導する議論の対立と停滞から距離を置き、大会には反映されないだろう個人（被爆者や原爆病院の医師）の声を聞きとる取材方針に切り替えられる。
作品のキーワードは「威厳」である。「真に広島的な」「威厳」のある「屈服」しない人々、「広島の現実を正面からうけとめ、絶望しすぎず、希望をもちすぎることもない」「正統的な人間」たちの群像が描かれていく。
この取材は作家大江の自己救済の記録ともなっており、「広島の、まさに広島の人間らしい人々の生き方に深い印象をうけ」、自己の「感覚とモラルと思想」の検証を願うことになったゆえんが語られる。
冷戦の最中であり、各国のナショナリズムと核開発は結びついていた。そしてそれを正当であると擁護する議論も存在した。取材の最中に中国の核実験がおこなわれているが、大江は次のようにしるし、
「中国の核実験にあたって、それを、革命後、自力更生の歩みをつづけてきた中国の発展の頂点とみなし、核爆弾を、新しい誇りにみちた中国人のナショナリズムのシムボルとみなす考え方がおこなわれている。僕もまたその観察と理論づけに組する。しかし、同時に、それはヒロシマを生き延びつづけているわれわれ日本人の名において、中国をふくむ、現在と将来の核兵器保有国すべてに、否定的シムボルとしての、広島の原爆を提示する態度、すなわち原爆後二十年の新しい日本人のナショナリズムの態度の確立を、緊急に必要とさせるものであろう。したがって広島の正統的な人間は、そのまま僕にとって、日本の新しいナショナリズムの積極的シムボルのイメージをあらわすものなのである。」
日本人は、中国を含む各国の「核開発のナショナリズム」に対抗して、「被曝ナショナリズム」を打ち立てていくべきであるとした。

## 沖縄ノート
この作品の5年後、姉妹編で「沖縄ノート」が著され、1970年に岩波新書で刊行（2021年に改版）。沖縄は過去に沖縄戦で激戦を繰り広げ、戦後のこの当時アメリカ合衆国の占領下にあり、アメリカ軍の基地も数多くある。朝鮮戦争やベトナム戦争の前線基地として使われている基地の公害に悩み、また戦争への脅威が進む沖縄を通して、大江が本土とは、日本人とはなにかを見つめなおし、民主主義の在り方について問うたノンフィクションである。
この作品を巡り、21世紀に入り大江健三郎・岩波書店沖縄戦裁判が起きた（2005年に提訴、2011年最高裁で原告側の敗訴が確定）。2012年に岩波書店で『記録・沖縄「集団自決」裁判』が刊行された。